# Musculus intertransversarius medialis lumborum
A musculus intertransversarius medialis lumborum egy izom az ember csigolyái között.

## Eredés, tapadás, elhelyezkedés
Az ágyéki csigolyák között találhatók. A processus mammillarisról erednek. Az alattuk levő csigolya processus accessorius vertebrae lumbalisán tapadnak.

## Funkció
A gerinc feszítése.

## Beidegzés
A ramus posterior nervi spinalis idegzi be.

## Külső hivatkozások
- Kép, leírás